# Interlands Australisch voetbalelftal 2010-2019
Deze pagina toont een chronologisch en gedetailleerd overzicht van de interlands die het Australisch voetbalelftal speelde in de periode 2010 – 2019.

## Interlands

### 2010
|                                                                         |                         |       |                           |                                                                                                 |
| 6 januari Kwalificatie Azië Cup 2011 № 427 «onderlinge duels» 19:30 uur | Koeweit                 | 2 – 2 | Australië                 | Jaber Al-Ahmad Stadium, Koeweit-Stad Toeschouwers: 20.000 Scheidsrechter: Ravshan Irmatov (UZB) |
| 6 januari Kwalificatie Azië Cup 2011 № 427 «onderlinge duels» 19:30 uur | Al-Enezi 40' Nasser 44' |       | 3' Wilkshire 5' Heffernan | Jaber Al-Ahmad Stadium, Koeweit-Stad Toeschouwers: 20.000 Scheidsrechter: Ravshan Irmatov (UZB) |

|                                                                       |              |       |           |                                                                                  |
| 3 maart Kwalificatie Azië Cup 2011 № 428 «onderlinge duels» 16:00 uur | Australië    | 1 – 0 | Indonesië | Suncorp Stadium, Brisbane Toeschouwers: 20.422 Scheidsrechter: Kenji Ogiya (JPN) |
| 3 maart Kwalificatie Azië Cup 2011 № 428 «onderlinge duels» 16:00 uur | Milligan 42' |       |           | Suncorp Stadium, Brisbane Toeschouwers: 20.422 Scheidsrechter: Kenji Ogiya (JPN) |

|                                                             |                        |       |               |                                                                                                |
| 24 mei Vriendschappelijk № 429 «onderlinge duels» 20:00 uur | Australië              | 2 – 1 | Nieuw-Zeeland | Melbourne Cricket Ground, Melbourne Toeschouwers: 55.659 Scheidsrechter: Ricardo Salazar (USA) |
| 24 mei Vriendschappelijk № 429 «onderlinge duels» 20:00 uur | Vidošić 57' Holman 90' |       | 16' Killen    | Melbourne Cricket Ground, Melbourne Toeschouwers: 55.659 Scheidsrechter: Ricardo Salazar (USA) |

|                                                             |             |       |            |                                                                                      |
| 1 juni Vriendschappelijk № 430 «onderlinge duels» 13:00 uur | Australië   | 1 – 0 | Denemarken | Ruimsig Stadion, Roodepoort Toeschouwers: 6.000 Scheidsrechter: Daniel Bennett (RSA) |
| 1 juni Vriendschappelijk № 430 «onderlinge duels» 13:00 uur | Kennedy 71' |       |            | Ruimsig Stadion, Roodepoort Toeschouwers: 6.000 Scheidsrechter: Daniel Bennett (RSA) |

|                                                             |                          |       |            |                                                                                     |
| 5 juni Vriendschappelijk № 431 «onderlinge duels» 13:00 uur | Verenigde Staten         | 3 – 1 | Australië  | Ruimsig Stadion, Roodepoort Toeschouwers: 6.000 Scheidsrechter: Abdul Ebrahim (RSA) |
| 5 juni Vriendschappelijk № 431 «onderlinge duels» 13:00 uur | Buddle 4', 31' Gómez 90' |       | 19' Cahill | Ruimsig Stadion, Roodepoort Toeschouwers: 6.000 Scheidsrechter: Abdul Ebrahim (RSA) |

| Wereldkampioenschap voetbal 2010 |
| -------------------------------- |

|                                                            |                                            |                  |           |                                                                                          |
| 13 juni WK 2010 Groep D № 432 «onderlinge duels» 20:30 uur | Duitsland                                  | 4 – 0            | Australië | Moses Mabhida Stadium, Durban Toeschouwers: 62.660 Scheidsrechter: Marco Rodríguez (MEX) |
| 13 juni WK 2010 Groep D № 432 «onderlinge duels» 20:30 uur | Podolski 8' Klose 27' Müller 68' Cacau 70' | wedstrijdverslag |           | Moses Mabhida Stadium, Durban Toeschouwers: 62.660 Scheidsrechter: Marco Rodríguez (MEX) |

|                                                            |                 |                  |            |                                                                                               |
| 19 juni WK 2010 Groep D № 433 «onderlinge duels» 16:00 uur | Ghana           | 1 – 1            | Australië  | Royal Bafokeng Stadion, Rustenburg Toeschouwers: 34.812 Scheidsrechter: Roberto Rosetti (ITA) |
| 19 juni WK 2010 Groep D № 433 «onderlinge duels» 16:00 uur | Gyan 25' (pen.) | wedstrijdverslag | 11' Holman | Royal Bafokeng Stadion, Rustenburg Toeschouwers: 34.812 Scheidsrechter: Roberto Rosetti (ITA) |

|                                                            |                                 |                  |                    |                                                                                        |
| 23 juni WK 2010 Groep D № 434 «onderlinge duels» 20:30 uur | Australië                       | 2 – 1            | Servië             | Mbombela Stadion, Nelspruit Toeschouwers: 37.836 Scheidsrechter: Jorge Larrionda (URU) |
| 23 juni WK 2010 Groep D № 434 «onderlinge duels» 20:30 uur | Tim Cahill 69' Brett Holman 73' | wedstrijdverslag | 84' Marko Pantelić | Mbombela Stadion, Nelspruit Toeschouwers: 37.836 Scheidsrechter: Jorge Larrionda (URU) |

|  |  |  |  |  |  |  |  |  |

|                                                                  |                           |       |           |                                                                                              |
| 11 augustus Vriendschappelijk № 435 «onderlinge duels» 19:45 uur | Slovenië                  | 2 – 0 | Australië | Športni park Stožice, Ljubljana Toeschouwers: 16.135 Scheidsrechter: Paolo Tagliavento (ITA) |
| 11 augustus Vriendschappelijk № 435 «onderlinge duels» 19:45 uur | Dedič 78' Ljubijankič 90' |       |           | Športni park Stožice, Ljubljana Toeschouwers: 16.135 Scheidsrechter: Paolo Tagliavento (ITA) |

|                                                                  |             |       |           |                                                                                     |
| 3 september Vriendschappelijk № 436 «onderlinge duels» 20:15 uur | Zwitserland | 0 – 0 | Australië | AFG Arena, Sankt Gallen Toeschouwers: 14.660 Scheidsrechter: Thomas Einwaller (AUT) |
| 3 september Vriendschappelijk № 436 «onderlinge duels» 20:15 uur |             |       |           | AFG Arena, Sankt Gallen Toeschouwers: 14.660 Scheidsrechter: Thomas Einwaller (AUT) |

|                                                                  |                        |       |                                 |                                                                             |
| 7 september Vriendschappelijk № 437 «onderlinge duels» 20:30 uur | Polen                  | 1 – 2 | Australië                       | Wisła Stadion, Krakau Toeschouwers: 16.000 Scheidsrechter: Ivan Bebek (CRO) |
| 7 september Vriendschappelijk № 437 «onderlinge duels» 20:30 uur | Robert Lewandowski 18' |       | 15' Holman 26' (pen.) Wilkshire | Wisła Stadion, Krakau Toeschouwers: 16.000 Scheidsrechter: Ivan Bebek (CRO) |

|                                                                |            |       |          |                                                                                             |
| 9 oktober Vriendschappelijk № 438 «onderlinge duels» 20:00 uur | Australië  | 1 – 0 | Paraguay | Sydney Football Stadium, Sydney Toeschouwers: 25.210 Scheidsrechter: Yuichi Nishimura (JPN) |
| 9 oktober Vriendschappelijk № 438 «onderlinge duels» 20:00 uur | Carney 53' |       |          | Sydney Football Stadium, Sydney Toeschouwers: 25.210 Scheidsrechter: Yuichi Nishimura (JPN) |

|                                                                  |                                        |       |           |                                                                             |
| 17 november Vriendschappelijk № 439 «onderlinge duels» 19:30 uur | Egypte                                 | 3 – 0 | Australië | Cairo Stadium, Caïro Toeschouwers: 30.000 Scheidsrechter: Anton Genov (BUL) |
| 17 november Vriendschappelijk № 439 «onderlinge duels» 19:30 uur | El-Zaher 29' Gedo 60' Zidan 90' (pen.) |       |           | Cairo Stadium, Caïro Toeschouwers: 30.000 Scheidsrechter: Anton Genov (BUL) |

### 2011
|                                                                |             |       |           |                                                                                                   |
| 5 januari Vriendschappelijk № 440 «onderlinge duels» 18:30 uur | VA Emiraten | 0 – 0 | Australië | Sheikh Khalifa International Stadium, Al Ain Toeschouwers: 6.000 Scheidsrechter: Ali Shaban (KUW) |
| 5 januari Vriendschappelijk № 440 «onderlinge duels» 18:30 uur |             |       |           | Sheikh Khalifa International Stadium, Al Ain Toeschouwers: 6.000 Scheidsrechter: Ali Shaban (KUW) |

| Aziatisch kampioenschap 2011 |
| ---------------------------- |

|                                                                |       |                                         |           |                                                                                         |
| 10 januari Azië Cup Groep C № 441 «onderlinge duels» 16:15 uur | India | 0 – 4                                   | Australië | Jassim Bin Hamad Stadion, Doha Toeschouwers: 9.783 Scheidsrechter: Ali Al-Badwawi (UAE) |
| 10 januari Azië Cup Groep C № 441 «onderlinge duels» 16:15 uur |       | 11', 65' Cahill 24' Kewell 45+2' Holman |           | Jassim Bin Hamad Stadion, Doha Toeschouwers: 9.783 Scheidsrechter: Ali Al-Badwawi (UAE) |

|                                                                |             |       |            |                                                                                       |
| 14 januari Azië Cup Groep C № 442 «onderlinge duels» 16:15 uur | Australië   | 1 – 1 | Zuid-Korea | Al Gharafa Stadion, Doha Toeschouwers: 15.526 Scheidsrechter: Abdulrahman Abdou (QAT) |
| 14 januari Azië Cup Groep C № 442 «onderlinge duels» 16:15 uur | Jedinak 62' |       | 24' Koo    | Al Gharafa Stadion, Doha Toeschouwers: 15.526 Scheidsrechter: Abdulrahman Abdou (QAT) |

|                                                                |             |       |         |                                                                                           |
| 18 januari Azië Cup Groep C № 443 «onderlinge duels» 16:15 uur | Australië   | 1 – 0 | Bahrein | Jassim Bin Hamad Stadion, Doha Toeschouwers: 3.919 Scheidsrechter: Yuichi Nishimura (JPN) |
| 18 januari Azië Cup Groep C № 443 «onderlinge duels» 16:15 uur | Jedinak 37' |       |         | Jassim Bin Hamad Stadion, Doha Toeschouwers: 3.919 Scheidsrechter: Yuichi Nishimura (JPN) |

|                                                                    |             |       |      |                                                                                            |
| 22 januari Azië Cup Kwartfinale № 444 «onderlinge duels» 16:25 uur | Australië   | 1 – 0 | Irak | Jassim Bin Hamad Stadion, Doha Toeschouwers: 7.889 Scheidsrechter: Abdulrahman Abdou (QAT) |
| 22 januari Azië Cup Kwartfinale № 444 «onderlinge duels» 16:25 uur | Kewell 118' |       |      | Jassim Bin Hamad Stadion, Doha Toeschouwers: 7.889 Scheidsrechter: Abdulrahman Abdou (QAT) |

|                                                                     |             |                                                                      |           |                                                                                 |
| 25 januari Azië Cup Halve finale № 445 «onderlinge duels» 19:25 uur | Oezbekistan | 0 – 6                                                                | Australië | Khalifa Stadion, Doha Toeschouwers: 24.826 Scheidsrechter: Ali Al-Badwawi (UAE) |
| 25 januari Azië Cup Halve finale № 445 «onderlinge duels» 19:25 uur |             | 5' Kewell 35' Ognenovski 65' Carney 73' Emerton 82' Valeri 83' Kruse |           | Khalifa Stadion, Doha Toeschouwers: 24.826 Scheidsrechter: Ali Al-Badwawi (UAE) |

|                                                               |           |          |       |                                                                                  |
| 29 januari Azië Cup Finale № 446 «onderlinge duels» 18:00 uur | Australië | 0 – 1    | Japan | Khalifa Stadion, Doha Toeschouwers: 37.174 Scheidsrechter: Ravshan Irmatov (UZB) |
| 29 januari Azië Cup Finale № 446 «onderlinge duels» 18:00 uur |           | 109' Lee |       | Khalifa Stadion, Doha Toeschouwers: 37.174 Scheidsrechter: Ravshan Irmatov (UZB) |

|  |  |  |  |  |  |  |  |  |

|                                                               |           |       |                          |                                                                                           |
| 29 maart Vriendschappelijk № 447 «onderlinge duels» 20:45 uur | Duitsland | 1 – 2 | Australië                | Borussia-Park, Mönchengladbach Toeschouwers: 30.152 Scheidsrechter: Stéphane Lannoy (FRA) |
| 29 maart Vriendschappelijk № 447 «onderlinge duels» 20:45 uur | Gómez 26' |       | 61' Carney 64' Wilkshire | Borussia-Park, Mönchengladbach Toeschouwers: 30.152 Scheidsrechter: Stéphane Lannoy (FRA) |

|                                                             |                                      |       |               |                                                                                |
| 5 juni Vriendschappelijk № 448 «onderlinge duels» 17:30 uur | Australië                            | 3 – 0 | Nieuw-Zeeland | Adelaide Oval, Adelaide Toeschouwers: 21.281 Scheidsrechter: Minoru Tōjō (JPN) |
| 5 juni Vriendschappelijk № 448 «onderlinge duels» 17:30 uur | Kennedy 10', 59' Troisi 90+3' (pen.) |       |               | Adelaide Oval, Adelaide Toeschouwers: 21.281 Scheidsrechter: Minoru Tōjō (JPN) |

|                                                             |           |       |        |                                                                                  |
| 7 juni Vriendschappelijk № 449 «onderlinge duels» 19:30 uur | Australië | 0 – 0 | Servië | Etihad Stadium, Melbourne Toeschouwers: 28.149 Scheidsrechter: Minoru Tōjō (JPN) |
| 7 juni Vriendschappelijk № 449 «onderlinge duels» 19:30 uur |           |       |        | Etihad Stadium, Melbourne Toeschouwers: 28.149 Scheidsrechter: Minoru Tōjō (JPN) |

|                                                                  |           |       |                      |                                                                                       |
| 10 augustus Vriendschappelijk № 450 «onderlinge duels» 19:45 uur | Wales     | 1 – 2 | Australië            | Cardiff City Stadium, Cardiff Toeschouwers: 6.378 Scheidsrechter: Kristo Tohver (EST) |
| 10 augustus Vriendschappelijk № 450 «onderlinge duels» 19:45 uur | Blake 83' |       | 44' Cahill 60' Kruse | Cardiff City Stadium, Cardiff Toeschouwers: 6.378 Scheidsrechter: Kristo Tohver (EST) |

|                                                                |                         |       |                     |                                                                                       |
| 2 september WK-kwalificatie № 451 «onderlinge duels» 20:00 uur | Australië               | 2 – 1 | Thailand            | Suncorp Stadium, Brisbane Toeschouwers: 24.540 Scheidsrechter: Abdullah Balideh (QAT) |
| 2 september WK-kwalificatie № 451 «onderlinge duels» 20:00 uur | Kennedy 57' Brosque 86' |       | 15' Teerasil Dangda | Suncorp Stadium, Brisbane Toeschouwers: 24.540 Scheidsrechter: Abdullah Balideh (QAT) |

|                                                                |                 |       |                                       | |
| 6 september WK-kwalificatie № 452 «onderlinge duels» 20:30 uur | Saoedi-Arabië   | 1 – 3 | Australië                             | Prince Mohamed bin Fahd Stadium, Dammam Toeschouwers: 26.000 Scheidsrechter: Yuichi Nishimura (JPN) |
| 6 september WK-kwalificatie № 452 «onderlinge duels» 20:30 uur | Al-Shamrani 65' |       | 40', 56' Kennedy 77' (pen.) Wilkshire | Prince Mohamed bin Fahd Stadium, Dammam Toeschouwers: 26.000 Scheidsrechter: Yuichi Nishimura (JPN) |

|                                                                |                                                  |       |          |                                                                                          |
| 7 oktober Vriendschappelijk № 453 «onderlinge duels» 20:00 uur | Australië                                        | 5 – 0 | Maleisië | Canberra Stadium, Canberra Toeschouwers: 14.577 Scheidsrechter: Valentin Kovalenko (UZB) |
| 7 oktober Vriendschappelijk № 453 «onderlinge duels» 20:00 uur | Wilkshire 3' Kennedy 33', 45+1' Brosque 39', 69' |       |          | Canberra Stadium, Canberra Toeschouwers: 14.577 Scheidsrechter: Valentin Kovalenko (UZB) |

|                                                               |                                   |       |      |                                                                                   |
| 11 oktober WK-kwalificatie № 454 «onderlinge duels» 19:30 uur | Australië                         | 3 – 0 | Oman | ANZ Stadium, Sydney Toeschouwers: 24.372 Scheidsrechter: Valentin Kovalenko (UZB) |
| 11 oktober WK-kwalificatie № 454 «onderlinge duels» 19:30 uur | Holman 7' Kennedy 65' Jedinak 85' |       |      | ANZ Stadium, Sydney Toeschouwers: 24.372 Scheidsrechter: Valentin Kovalenko (UZB) |

|                                                                |              |       |           |                                                                                              |
| 11 november WK-kwalificatie № 455 «onderlinge duels» 18:00 uur | Oman         | 1 – 0 | Australië | Sultan Qaboos Sports Complex, Muscat Toeschouwers: 4.500 Scheidsrechter: Ali Abdulnabi (BHR) |
| 11 november WK-kwalificatie № 455 «onderlinge duels» 18:00 uur | Al-Hosni 18' |       |           | Sultan Qaboos Sports Complex, Muscat Toeschouwers: 4.500 Scheidsrechter: Ali Abdulnabi (BHR) |

|                                                                |          |            |           |                                                                                              |
| 15 november WK-kwalificatie № 456 «onderlinge duels» 18:00 uur | Thailand | 0 – 1      | Australië | Rajamangala Stadion, Bangkok Toeschouwers: 19.400 Scheidsrechter: Saeid Mozaffarizadeh (IRN) |
| 15 november WK-kwalificatie № 456 «onderlinge duels» 18:00 uur |          | 78' Holman |           | Rajamangala Stadion, Bangkok Toeschouwers: 19.400 Scheidsrechter: Saeid Mozaffarizadeh (IRN) |

### 2012
|                                                                |                                          |       |                                |                                                                              |
| 29 februari WK-kwalificatie № 457 «onderlinge duels» 16:30 uur | Australië                                | 4 – 2 | Saoedi-Arabië                  | AAMI Park, Melbourne Toeschouwers: 24.240 Scheidsrechter: Dong-Jin Kim (KOR) |
| 29 februari WK-kwalificatie № 457 «onderlinge duels» 16:30 uur | Brosque 43', 75' Kewell 73'} Emerton 76' |       | 19' Al-Dossari 45' Al-Shamrani | AAMI Park, Melbourne Toeschouwers: 24.240 Scheidsrechter: Dong-Jin Kim (KOR) |

|                                                             |                               |       |           |                                                                              |
| 2 juni Vriendschappelijk № 458 «onderlinge duels» 16:00 uur | Denemarken                    | 2 – 0 | Australië | Parken, Kopenhagen Toeschouwers: 15.888 Scheidsrechter: Antonio Damato (ITA) |
| 2 juni Vriendschappelijk № 458 «onderlinge duels» 16:00 uur | Agger 32' (pen.) Bjelland 68' |       |           | Parken, Kopenhagen Toeschouwers: 15.888 Scheidsrechter: Antonio Damato (ITA) |

|                                                           |      |       |           |                                                                                                 |
| 8 juni WK-kwalificatie № 459 «onderlinge duels» 20:00 uur | Oman | 0 – 0 | Australië | Sultan Qaboos Sports Complex, Muscat Toeschouwers: 11.000 Scheidsrechter: Alireza Faghani (IRN) |
| 8 juni WK-kwalificatie № 459 «onderlinge duels» 20:00 uur |      |       |           | Sultan Qaboos Sports Complex, Muscat Toeschouwers: 11.000 Scheidsrechter: Alireza Faghani (IRN) |

|                                                            |                      |       |              |                                                                                       |
| 12 juni WK-kwalificatie № 460 «onderlinge duels» 20:00 uur | Australië            | 1 – 1 | Japan        | Suncorp Stadium, Brisbane Toeschouwers: 40.189 Scheidsrechter: Khalil Al-Ghamdi (KSA) |
| 12 juni WK-kwalificatie № 460 «onderlinge duels» 20:00 uur | Wilkshire 70' (pen.) |       | 65' Kuzihara | Suncorp Stadium, Brisbane Toeschouwers: 40.189 Scheidsrechter: Khalil Al-Ghamdi (KSA) |

|                                                                  |                                              |       |               |                                                                                            |
| 15 augustus Vriendschappelijk № 461 «onderlinge duels» 20:00 uur | Schotland                                    | 3 – 1 | Australië     | Easter Road Stadium, Edinburgh Toeschouwers: 11.110 Scheidsrechter: Tom Harald Hagen (NOR) |
| 15 augustus Vriendschappelijk № 461 «onderlinge duels» 20:00 uur | Rhodes 28' Davidson 63' (e.d.) McCormack 76' |       | 18' Bresciano | Easter Road Stadium, Edinburgh Toeschouwers: 11.110 Scheidsrechter: Tom Harald Hagen (NOR) |

|                                                                  |         |                                   |           |                                                                            |
| 6 september Vriendschappelijk № 462 «onderlinge duels» 19:45 uur | Libanon | 0 – 3                             | Australië | Saida International Stadion, Tripoli Scheidsrechter: Camille Chamoun (LIB) |
| 6 september Vriendschappelijk № 462 «onderlinge duels» 19:45 uur |         | 19' Cahill 22' McKay 88' Thompson |           | Saida International Stadion, Tripoli Scheidsrechter: Camille Chamoun (LIB) |

|                                                                 |                            |       |              |                                                                                             |
| 11 september WK-kwalificatie № 463 «onderlinge duels» 18:00 uur | Jordanië                   | 2 – 1 | Australië    | Koning Abdoellah Stadion, Amman Toeschouwers: 16.000 Scheidsrechter: Abdullah Balideh (QAT) |
| 11 september WK-kwalificatie № 463 «onderlinge duels» 18:00 uur | Fattah 50' (pen.) Deeb 73' |       | 86' Thompson | Koning Abdoellah Stadion, Amman Toeschouwers: 16.000 Scheidsrechter: Abdullah Balideh (QAT) |

|                                                               |                 |       |                         |                                                                                |
| 15 oktober WK-kwalificatie № 464 «onderlinge duels» 16:15 uur | Irak            | 1 – 2 | Australië               | Grand Hamad Stadion, Doha Toeschouwers: 2.183 Scheidsrechter: Min-Hu Lee (KOR) |
| 15 oktober WK-kwalificatie № 464 «onderlinge duels» 16:15 uur | Abdul-Zahra 72' |       | 80' Cahill 84' Thompson | Grand Hamad Stadion, Doha Toeschouwers: 2.183 Scheidsrechter: Min-Hu Lee (KOR) |

|                                                                  |                   |       |                                |                                                                                |
| 14 november Vriendschappelijk № 465 «onderlinge duels» 18:00 uur | Zuid-Korea        | 1 – 2 | Australië                      | Hwaseong Stadion, Hwaseong Toeschouwers: 21.618 Scheidsrechter: Zhe Wang (CHN) |
| 14 november Vriendschappelijk № 465 «onderlinge duels» 18:00 uur | Dong-Gook Lee 12' |       | 44' Rukavytsya 88' Cornthwaite | Hwaseong Stadion, Hwaseong Toeschouwers: 21.618 Scheidsrechter: Zhe Wang (CHN) |

|                                                                 |          |             |           |                                                                                  |
| 3 december Vriendschappelijk № 466 «onderlinge duels» 20:30 uur | Hongkong | 0 – 1       | Australië | Mong Kok Stadion, Hongkong Toeschouwers: 4.160 Scheidsrechter: Jumpei Iida (JPN) |
| 3 december Vriendschappelijk № 466 «onderlinge duels» 20:30 uur |          | 85' Emerton |           | Mong Kok Stadion, Hongkong Toeschouwers: 4.160 Scheidsrechter: Jumpei Iida (JPN) |

|                                                                 |               |       |             |                                                                                        |
| 5 december Vriendschappelijk № 467 «onderlinge duels» 20:30 uur | Noord-Korea   | 1 – 1 | Australië   | Mong Kok Stadion, Hongkong Toeschouwers: 989 Scheidsrechter: Mongkolchai Pechsri (THA) |
| 5 december Vriendschappelijk № 467 «onderlinge duels» 20:30 uur | Young-Hak 64' |       | 4' Thompson | Mong Kok Stadion, Hongkong Toeschouwers: 989 Scheidsrechter: Mongkolchai Pechsri (THA) |

|                                                                 |      |                                                                                     |           |                                                                               |
| 7 december Vriendschappelijk № 468 «onderlinge duels» 19:50 uur | Guam | 0 – 9                                                                               | Australië | Mong Kok Stadion, Hongkong Toeschouwers: 2.315 Scheidsrechter: Zhe Wang (CHN) |
| 7 december Vriendschappelijk № 468 «onderlinge duels» 19:50 uur |      | 13' Mooy 21', 56' Babalj 43' Marrone 59', 62', 67' Thompson 73' Milligan 83' García |           | Mong Kok Stadion, Hongkong Toeschouwers: 2.315 Scheidsrechter: Zhe Wang (CHN) |

|                                                                 |                                                                                      |       |                |                                                                                   |
| 9 december Vriendschappelijk № 469 «onderlinge duels» 19:50 uur | Australië                                                                            | 8 – 0 | Chinees Taipei | Mong Kok Stadion, Hongkong Toeschouwers: 3.345 Scheidsrechter: Dae-Yong Kim (KOR) |
| 9 december Vriendschappelijk № 469 «onderlinge duels» 19:50 uur | García 11' Cornthwaite 17' Taggart 19', 29' Behich 34', 56' Mooy 47' Yang 82' (e.d.) |       |                | Mong Kok Stadion, Hongkong Toeschouwers: 3.345 Scheidsrechter: Dae-Yong Kim (KOR) |

### 2013
|                                                                 |                                      |       |                                 |                                                                                         |
| 6 februari Vriendschappelijk № 470 «onderlinge duels» 20:45 uur | Australië                            | 2 – 3 | Roemenië                        | Estadio Ciudad de Málaga, Malaga Toeschouwers: 200 Scheidsrechter: Carlos Velasco (ESP) |
| 6 februari Vriendschappelijk № 470 «onderlinge duels» 20:45 uur | Wilkshire 45' (pen.) Cornthwaite 54' |       | 35' Tănase 80' Stancu 84' Torje | Estadio Ciudad de Málaga, Malaga Toeschouwers: 200 Scheidsrechter: Carlos Velasco (ESP) |

|                                                             |                       |       |                                  |                                                                                |
| 25 maart WK-kwalificatie № 471 «onderlinge duels» 09:30 uur | Australië             | 2 – 2 | Oman                             | ANZ Stadium, Sydney Toeschouwers: 34.603 Scheidsrechter: Ravshan Irmatov (UZB) |
| 25 maart WK-kwalificatie № 471 «onderlinge duels» 09:30 uur | Cahill 52' Holman 85' |       | 7' Al-Muqbali 49' (e.d.) Jedinak | ANZ Stadium, Sydney Toeschouwers: 34.603 Scheidsrechter: Ravshan Irmatov (UZB) |

|                                                           |                  |       |           |                                                                                     |
| 4 juni WK-kwalificatie № 472 «onderlinge duels» 19:30 uur | Japan            | 1 – 1 | Australië | Saitama Stadion, Saitama Toeschouwers: 62.172 Scheidsrechter: Nawaf Shukralla (BHR) |
| 4 juni WK-kwalificatie № 472 «onderlinge duels» 19:30 uur | Honda 90' (pen.) |       | 81' Oar   | Saitama Stadion, Saitama Toeschouwers: 62.172 Scheidsrechter: Nawaf Shukralla (BHR) |

|                                                            |                                              |       |          |                                                                                         |
| 11 juni WK-kwalificatie № 473 «onderlinge duels» 20:00 uur | Australië                                    | 4 – 0 | Jordanië | Etihad Stadium, Melbourne Toeschouwers: 43.785 Scheidsrechter: Abdul Malik Bashir (SIN) |
| 11 juni WK-kwalificatie № 473 «onderlinge duels» 20:00 uur | Bresciano 15' Cahill 61' Kruse 76' Neill 84' |       |          | Etihad Stadium, Melbourne Toeschouwers: 43.785 Scheidsrechter: Abdul Malik Bashir (SIN) |

|                                                            |             |       |      |                                                                                |
| 18 juni WK-kwalificatie № 474 «onderlinge duels» 20:30 uur | Australië   | 1 – 0 | Irak | ANZ Stadium, Sydney Toeschouwers: 80.523 Scheidsrechter: Alireza Faghani (IRN) |
| 18 juni WK-kwalificatie № 474 «onderlinge duels» 20:30 uur | Kennedy 83' |       |      | ANZ Stadium, Sydney Toeschouwers: 80.523 Scheidsrechter: Alireza Faghani (IRN) |

|                                                          |            |       |           |                                                                                            |
| 20 juli Oost-Azië Cup № 475 «onderlinge duels» 12:00 uur | Zuid-Korea | 0 – 0 | Australië | Seoul World Cup Stadion, Seoul Toeschouwers: 31.571 Scheidsrechter: Yuichi Nishimura (JPN) |
| 20 juli Oost-Azië Cup № 475 «onderlinge duels» 12:00 uur |            |       |           | Seoul World Cup Stadion, Seoul Toeschouwers: 31.571 Scheidsrechter: Yuichi Nishimura (JPN) |

|                                                          |                          |       |                    |                                                                              |
| 25 juli Oost-Azië Cup № 476 «onderlinge duels» 13:00 uur | Japan                    | 3 – 2 | Australië          | Hwaseong Stadion, Hwaseong Toeschouwers: 1.458 Scheidsrechter: Hai Tan (CHN) |
| 25 juli Oost-Azië Cup № 476 «onderlinge duels» 13:00 uur | Saito 25' Osako 55', 79' |       | 75' Duke 78' Jurić | Hwaseong Stadion, Hwaseong Toeschouwers: 1.458 Scheidsrechter: Hai Tan (CHN) |

|                                                          |                                 |       |                               |                                                                                        |
| 28 juli Oost-Azië Cup № 477 «onderlinge duels» 10:15 uur | Australië                       | 3 – 4 | China                         | Seoul World Cup Stadion, Seoul Toeschouwers: 10.526 Scheidsrechter: Kim Dong-Jin (KOR) |
| 28 juli Oost-Azië Cup № 477 «onderlinge duels» 10:15 uur | Mooy 30' Taggart 89' Duke 90+4' |       | 5' Yu 56' Sun 87' Wang 88' Wu | Seoul World Cup Stadion, Seoul Toeschouwers: 10.526 Scheidsrechter: Kim Dong-Jin (KOR) |

|                                                                  |                                                        |       |           | |
| 7 september Vriendschappelijk № 478 «onderlinge duels» 20:15 uur | Brazilië                                               | 6 – 0 | Australië | Estádio Nacional Mané Garrincha, Brasília Toeschouwers: 40.996 Scheidsrechter: Enrique Cáceres (PAR) |
| 7 september Vriendschappelijk № 478 «onderlinge duels» 20:15 uur | Jô 8', 34' Neymar 35' Ramires 58' Pato 72' Gustavo 83' |       |           | Estádio Nacional Mané Garrincha, Brasília Toeschouwers: 40.996 Scheidsrechter: Enrique Cáceres (PAR) |

|                                                                 |                                                                             |       |           |                                                                                   |
| 11 oktober Vriendschappelijk № 479 «onderlinge duels» 20:00 uur | Frankrijk                                                                   | 6 – 0 | Australië | Parc des Princes, Parijs Toeschouwers: 40.710 Scheidsrechter: Artur Ribeiro (POR) |
| 11 oktober Vriendschappelijk № 479 «onderlinge duels» 20:00 uur | Ribéry 8' (pen.) Giroud 16', 27' Cabaye 29' Mathieu Debuchy 47' Benzema 50' |       |           | Parc des Princes, Parijs Toeschouwers: 40.710 Scheidsrechter: Artur Ribeiro (POR) |

|                                                                 |        |                                   |           |                                                                            |
| 15 oktober Vriendschappelijk № 480 «onderlinge duels» 20:00 uur | Canada | 0 – 3                             | Australië | Craven Cottage, Londen Toeschouwers: 3.741 Scheidsrechter: Mike Dean (ENG) |
| 15 oktober Vriendschappelijk № 480 «onderlinge duels» 20:00 uur |        | 1' Kennedy 52' Vidošić 79' Leckie |           | Craven Cottage, Londen Toeschouwers: 3.741 Scheidsrechter: Mike Dean (ENG) |

|                                                                  |            |       |            |                                                                                       |
| 19 november Vriendschappelijk № 481 «onderlinge duels» 19:30 uur | Australië  | 1 – 0 | Costa Rica | Allianz Stadium, Sydney Toeschouwers: 20.165 Scheidsrechter: Hiroyoshi Takayama (JPN) |
| 19 november Vriendschappelijk № 481 «onderlinge duels» 19:30 uur | Cahill 69' |       |            | Allianz Stadium, Sydney Toeschouwers: 20.165 Scheidsrechter: Hiroyoshi Takayama (JPN) |

### 2014
|                                                              |                                    |       |                                                            |                                                                       |
| 5 maart Vriendschappelijk № 482 «onderlinge duels» 21:00 uur | Australië                          | 3 – 4 | Ecuador                                                    | The Den, Londen Toeschouwers: 2.200 Scheidsrechter: Lee Probert (ENG) |
| 5 maart Vriendschappelijk № 482 «onderlinge duels» 21:00 uur | Chahill 9', 32' Jedinak 16' (pen.) |       | 57' Martínez 61' (pen.) Castillo 77' Valencia 90+2' Méndez | The Den, Londen Toeschouwers: 2.200 Scheidsrechter: Lee Probert (ENG) |

|                                                             |            |       |             |                                                                               |
| 26 mei Vriendschappelijk № 483 «onderlinge duels» 11:30 uur | Australië  | 1 – 1 | Zuid-Afrika | ANZ Stadium, Sydney Toeschouwers: 50.459 Scheidsrechter: Kim Jong-hyeok (KOR) |
| 26 mei Vriendschappelijk № 483 «onderlinge duels» 11:30 uur | Cahill 14' |       | 13' Patosi  | ANZ Stadium, Sydney Toeschouwers: 50.459 Scheidsrechter: Kim Jong-hyeok (KOR) |

|                                                                     |             |       |           |                                                                                                 |
| 6 juni Vriendschappelijk № 484 «onderlinge duels» 18:00 uur (UTC−4) | Kroatië     | 1 – 0 | Australië | Estádio Roberto Santos, Salvador Toeschouwers: 8.500 Scheidsrechter: Francisco Nascimento (BRA) |
| 6 juni Vriendschappelijk № 484 «onderlinge duels» 18:00 uur (UTC−4) | Jelavić 58' |       |           | Estádio Roberto Santos, Salvador Toeschouwers: 8.500 Scheidsrechter: Francisco Nascimento (BRA) |

| WK 2014 |
| ------- |

|                                                                    |                                           |       |            |                                                                                   |
| 13 juni WK 2014 Groep B № 485 «onderlinge duels» 18:00 uur (UTC−4) | Chili                                     | 3 – 1 | Australië  | Arena Pantanal, Cuiabá Toeschouwers: 40.275 Scheidsrechter: Noumandiez Doué (CIV) |
| 13 juni WK 2014 Groep B № 485 «onderlinge duels» 18:00 uur (UTC−4) | Sánchez 12' Valdivia 14' Beausejour 90+2' |       | 35' Cahill | Arena Pantanal, Cuiabá Toeschouwers: 40.275 Scheidsrechter: Noumandiez Doué (CIV) |

|                                                                    |                               |       |                                     |                                                                                            |
| 18 juni WK 2014 Groep B № 486 «onderlinge duels» 13:00 uur (UTC−4) | Australië                     | 2 – 3 | Nederland                           | Estádio Beira-Rio, Porto Alegre Toeschouwers: 42.877 Scheidsrechter: Djamel Haimoudi (ALG) |
| 18 juni WK 2014 Groep B № 486 «onderlinge duels» 13:00 uur (UTC−4) | Cahill 21' Jedinak 54' (pen.) |       | 20' Robben 58' Van Persie 68' Depay | Estádio Beira-Rio, Porto Alegre Toeschouwers: 42.877 Scheidsrechter: Djamel Haimoudi (ALG) |

|                                                            |           |                               |        |                                                                                       |
| 23 juni WK 2014 Groep B № 487 «onderlinge duels» 18:00 uur | Australië | 0 – 3                         | Spanje | Arena da Baixada, Curitiba Toeschouwers: 39.375 Scheidsrechter: Nawaf Shukralla (BHR) |
| 23 juni WK 2014 Groep B № 487 «onderlinge duels» 18:00 uur |           | 36' Villa 69' Torres 82' Mata |        | Arena da Baixada, Curitiba Toeschouwers: 39.375 Scheidsrechter: Nawaf Shukralla (BHR) |

|  |  |  |  |  |  |  |  |  |

|                                                                  |                        |       |           |                                                                                        |
| 4 september Vriendschappelijk № 488 «onderlinge duels» 20:45 uur | België                 | 2 – 0 | Australië | Stade Maurice Dufrasne, Luik Toeschouwers: 16.850 Scheidsrechter: Michael Oliver (ENG) |
| 4 september Vriendschappelijk № 488 «onderlinge duels» 20:45 uur | Mertens 18' Witsel 77' |       |           | Stade Maurice Dufrasne, Luik Toeschouwers: 16.850 Scheidsrechter: Michael Oliver (ENG) |

|                                                                  |                          |       |                                 |                                                                                  |
| 8 september Vriendschappelijk № 489 «onderlinge duels» 21:00 uur | Saoedi-Arabië            | 2 – 3 | Australië                       | Craven Cottage, Londen Toeschouwers: 3.677 Scheidsrechter: Martin Atkinson (ENG) |
| 8 september Vriendschappelijk № 489 «onderlinge duels» 21:00 uur | Mouath 71' Al-Jassim 84' |       | 3' Cahill 6' Jedinak 77' Wright | Craven Cottage, Londen Toeschouwers: 3.677 Scheidsrechter: Martin Atkinson (ENG) |

|                                                                |        |       |           |                                                                                |
| 9 oktober Vriendschappelijk № 490 «onderlinge duels» 16:30 uur | V.A.E. | 0 – 0 | Australië | Mohammed Bin Zayed Stadion. Abu Dhabi Scheidsrechter: Vladislav Tseytlin (UZB) |
| 9 oktober Vriendschappelijk № 490 «onderlinge duels» 16:30 uur |        |       |           | Mohammed Bin Zayed Stadion. Abu Dhabi Scheidsrechter: Vladislav Tseytlin (UZB) |

|                                                                 |             |       |           |                                                                   |
| 14 oktober Vriendschappelijk № 491 «onderlinge duels» 18:00 uur | Qatar       | 1 – 0 | Australië | Lekhwiya Sports Stadium, Doha Scheidsrechter: Ahmad Ibrahim (JOR) |
| 14 oktober Vriendschappelijk № 491 «onderlinge duels» 18:00 uur | Ibrahim 61' |       |           | Lekhwiya Sports Stadium, Doha Scheidsrechter: Ahmad Ibrahim (JOR) |

|                                                                  |                       |       |            |                                                                                  |
| 18 november Vriendschappelijk № 492 «onderlinge duels» 19:20 uur | Japan                 | 2 – 1 | Australië  | Yanmar Stadium Nagai, Osaka Toeschouwers: 40.006 Scheidsrechter: Pawel Gil (POL) |
| 18 november Vriendschappelijk № 492 «onderlinge duels» 19:20 uur | Konno 61' Okazaki 68' |       | 90' Cahill | Yanmar Stadium Nagai, Osaka Toeschouwers: 40.006 Scheidsrechter: Pawel Gil (POL) |

### 2015
| Azië Cup 2015 |
| ------------- |

|                                                                     |                                                                              |       |                   | |
| 9 januari Azië Cup Groep A № 493 «onderlinge duels» 10:00 uur UTC+1 | Australië                                                                    | 4 – 1 | Koeweit           | Melbourne Rectangular Stadium, Melbourne Toeschouwers: 25.231 Scheidsrechter: Ravshan Irmatov (UZB) |
| 9 januari Azië Cup Groep A № 493 «onderlinge duels» 10:00 uur UTC+1 | Tim Cahill 33' Massimo Luongo 45' Mile Jedinak 62' (pen.) James Troisi 90+2' |       | 8' Hussein Fadhel | Melbourne Rectangular Stadium, Melbourne Toeschouwers: 25.231 Scheidsrechter: Ravshan Irmatov (UZB) |

|                                                                      |      |                                                                           |           |                                                                           |
| 13 januari Azië Cup Groep A № 494 «onderlinge duels» 10:00 uur UTC+1 | Oman | 0 – 4                                                                     | Australië | ANZ Stadium, Sydney Toeschouwers: 50.276 Scheidsrechter: Ryuji Sato (JPN) |
| 13 januari Azië Cup Groep A № 494 «onderlinge duels» 10:00 uur UTC+1 |      | 27' Matt McKay 30' Robbie Kruse 45+3' (pen.) Mark Milligan 70' Tomi Jurić |           | ANZ Stadium, Sydney Toeschouwers: 50.276 Scheidsrechter: Ryuji Sato (JPN) |

|                                                                      |           |                     |            |                                                                                      |
| 17 januari Azië Cup Groep A № 495 «onderlinge duels» 10:00 uur UTC+1 | Australië | 0 – 1               | Zuid-Korea | Suncorp Stadium, Brisbane Toeschouwers: 48.513 Scheidsrechter: Nawaf Shukralla (BHR) |
| 17 januari Azië Cup Groep A № 495 «onderlinge duels» 10:00 uur UTC+1 |           | 32' Lee Jeong-hyeop |            | Suncorp Stadium, Brisbane Toeschouwers: 48.513 Scheidsrechter: Nawaf Shukralla (BHR) |

|                                                                          |       |                                     |           |                                                                                     |
| 22 januari Azië Cup Kwartfinale № 496 «onderlinge duels» 11:30 uur UTC+1 | China | 0 – 2                               | Australië | Suncorp Stadium, Brisbane Toeschouwers: 46.067 Scheidsrechter: Kim Jong-hyeok (KOR) |
| 22 januari Azië Cup Kwartfinale № 496 «onderlinge duels» 11:30 uur UTC+1 |       | 48' Ivan Franjić 65' Jason Davidson |           | Suncorp Stadium, Brisbane Toeschouwers: 46.067 Scheidsrechter: Kim Jong-hyeok (KOR) |

|                                                                       |                                       |       |        | |
| 27 januari Azië Cup Halve finale № 496 «onderlinge duels» 10:00 UTC+1 | Australië                             | 2 – 0 | V.A.E. | Newcastle International Sports Centre, Newcastle Toeschouwers: 21.079 Scheidsrechter: Ravshan Irmatov (UZB) |
| 27 januari Azië Cup Halve finale № 496 «onderlinge duels» 10:00 UTC+1 | Trent Sainsbury 3' Jason Davidson 14' |       |        | Newcastle International Sports Centre, Newcastle Toeschouwers: 21.079 Scheidsrechter: Ravshan Irmatov (UZB) |

|                                                                     |                     |              |                                      |                                                                                |
| 31 januari Azië Cup Finale № 497 «onderlinge duels» 10:00 uur UTC+1 | Zuid-Korea          | 1 – 2 (n.v.) | Australië                            | ANZ Stadium, Sydney Toeschouwers: 76.385 Scheidsrechter: Alireza Faghani (IRN) |
| 31 januari Azië Cup Finale № 497 «onderlinge duels» 10:00 uur UTC+1 | Son Heung-min 90+2' |              | 45' Massimo Luongo 105' James Troisi | ANZ Stadium, Sydney Toeschouwers: 76.385 Scheidsrechter: Alireza Faghani (IRN) |

|  |  |  |  |  |  |  |  |  |

|                                                                     |                                   |       |                                   |                                                                                                |
| 25 maart Vriendschappelijk № 498 «onderlinge duels» 20:30 uur UTC+1 | Duitsland                         | 2 – 2 | Australië                         | Fritz-Walter-Stadion, Kaiserslautern Toeschouwers: 47.106 Scheidsrechter: Michael Oliver (ENG) |
| 25 maart Vriendschappelijk № 498 «onderlinge duels» 20:30 uur UTC+1 | Marco Reus 17' Lukas Podolski 81' |       | 40' James Troisi 50' Mile Jedinak | Fritz-Walter-Stadion, Kaiserslautern Toeschouwers: 47.106 Scheidsrechter: Michael Oliver (ENG) |

|                                                                     |           |       |           |                                                                                  |
| 30 maart Vriendschappelijk № 499 «onderlinge duels» 21:00 uur UTC+1 | Macedonië | 0 – 0 | Australië | Philip II Arena, Skopje Toeschouwers: 1.000 Scheidsrechter: Edin Jakupović (BIH) |
| 30 maart Vriendschappelijk № 499 «onderlinge duels» 21:00 uur UTC+1 |           |       |           | Philip II Arena, Skopje Toeschouwers: 1.000 Scheidsrechter: Edin Jakupović (BIH) |

|                                                                                    |                       |       |                               |                                                                                    |
| 16 juni Kwalificatie WK 2018 Tweede ronde № 500 «onderlinge duels» 16:00 uur UTC+1 | Kirgizië              | 1 – 2 | Australië                     | Spartakstadion, Bisjkek Toeschouwers: 18.000 Scheidsrechter: Khamis Al-Marri (QAT) |
| 16 juni Kwalificatie WK 2018 Tweede ronde № 500 «onderlinge duels» 16:00 uur UTC+1 | Azemat Baimatov 90+2' |       | 2' Mile Jedinak 68' Tommy Oar | Spartakstadion, Bisjkek Toeschouwers: 18.000 Scheidsrechter: Khamis Al-Marri (QAT) |

|                                                                                        |                                                                             |       |            |                                                      |
| 3 september Kwalificatie WK 2018 Tweede ronde № 501 «onderlinge duels» 13:00 uur UTC+1 | Australië                                                                   | 5 – 0 | Bangladesh | nib Stadium, Perth Scheidsrechter: Vo Minh Tri (VIE) |
| 3 september Kwalificatie WK 2018 Tweede ronde № 501 «onderlinge duels» 13:00 uur UTC+1 | Mathew Leckie 6' Tom Rogić 8' Tom Rogić 20' Nathan Burns 29' Aaron Mooy 61' |       |            | nib Stadium, Perth Scheidsrechter: Vo Minh Tri (VIE) |

|                                                                                        |              |                                                   |           |                                                                                      |
| 8 september Kwalificatie WK 2018 Tweede ronde № 502 «onderlinge duels» 15:00 uur UTC+1 | Tadzjikistan | 0 – 3                                             | Australië | Pamirstadion, Doesjanbe Toeschouwers: 19.000 Scheidsrechter: Jameel Abdulhusin (BHR) |
| 8 september Kwalificatie WK 2018 Tweede ronde № 502 «onderlinge duels» 15:00 uur UTC+1 |              | 75' Mark Milligan 73' Tim Cahill 90+1' Tim Cahill |           | Pamirstadion, Doesjanbe Toeschouwers: 19.000 Scheidsrechter: Jameel Abdulhusin (BHR) |

|                                                                                      |                                                     |       |           |                                                                                            |
| 8 oktober Kwalificatie WK 2018 Tweede ronde № 503 «onderlinge duels» 17:00 uur UTC+3 | Jordanië                                            | 2 – 0 | Australië | Amman International Stadium, Amman Toeschouwers: 11.462 Scheidsrechter: Masaaki Toma (JPN) |
| 8 oktober Kwalificatie WK 2018 Tweede ronde № 503 «onderlinge duels» 17:00 uur UTC+3 | Hassan Abdel-Fattah 47' (pen.) Hamza Al-Dardour 85' |       |           | Amman International Stadium, Amman Toeschouwers: 11.462 Scheidsrechter: Masaaki Toma (JPN) |

|                                                                                         |                                                                |       |          |                                                                                    |
| 12 november Kwalificatie WK 2018 Tweede ronde № 504 «onderlinge duels» 20:00 uur UTC+11 | Australië                                                      | 3 – 0 | Kirgizië | Canberra Stadium, Canberra Toeschouwers: 19.412 Scheidsrechter: Kim Sang-woo (KOR) |
| 12 november Kwalificatie WK 2018 Tweede ronde № 504 «onderlinge duels» 20:00 uur UTC+11 | Mile Jedinak 40' (pen.) Tim Cahill 50' Ildar Amirov 69' (e.d.) |       |          | Canberra Stadium, Canberra Toeschouwers: 19.412 Scheidsrechter: Kim Sang-woo (KOR) |

|                                                                                        |            |                                                              |           |                                                                              |
| 17 november Kwalificatie WK 2018 Tweede ronde № 505 «onderlinge duels» 17:30 uur UTC+6 | Bangladesh | 0 – 4                                                        | Australië | Bangabandhustadion, Dhaka Toeschouwers: 19.730 Scheidsrechter: Wang Di (CHN) |
| 17 november Kwalificatie WK 2018 Tweede ronde № 505 «onderlinge duels» 17:30 uur UTC+6 |            | 6' Tim Cahill 32' Tim Cahill 36' Tim Cahill 43' Mile Jedinak |           | Bangabandhustadion, Dhaka Toeschouwers: 19.730 Scheidsrechter: Wang Di (CHN) |

### 2016
|                                                                               | |       |              |                                                                                   |
| 24 maart Kwalificatie WK 2018 Tweede ronde № 506 «onderlinge duels» 19:30 uur | Australië | 7 – 0 | Tadzjikistan | Adelaide Oval, Adelaide Toeschouwers: 35.439 Scheidsrechter: Fahad Al-Marri (QAT) |
| 24 maart Kwalificatie WK 2018 Tweede ronde № 506 «onderlinge duels» 19:30 uur | Massimo Luongo 3' Mile Jedinak 13' (pen.) Mark Milligan 57' (pen.) Nathan Burns 67' Tom Rogic 70' Tom Rogic 72' Nathan Burns 87' |       |              | Adelaide Oval, Adelaide Toeschouwers: 35.439 Scheidsrechter: Fahad Al-Marri (QAT) |

|                                                                               |                                                                               |       |                   |                                                                                           |
| 29 maart Kwalificatie WK 2018 Tweede ronde № 507 «onderlinge duels» 20:00 uur | Australië                                                                     | 5 – 1 | Jordanië          | Sydney Football Stadium, Sydney Toeschouwers: 24.975 Scheidsrechter: Kim Jong-hyeok (KOR) |
| 29 maart Kwalificatie WK 2018 Tweede ronde № 507 «onderlinge duels» 20:00 uur | Tim Cahill 24' Aaron Mooy 39' Tim Cahill 44' Tom Rogic 53' Massimo Luongo 69' |       | 90' Abdallah Deeb | Sydney Football Stadium, Sydney Toeschouwers: 24.975 Scheidsrechter: Kim Jong-hyeok (KOR) |

|                                                             |                                     |       |                      |                                                                                        |
| 27 mei Vriendschappelijk № 508 «onderlinge duels» 20:45 uur | Engeland                            | 2 – 1 | Australië            | Stadium of Light, Sunderland Toeschouwers: 46.595 Scheidsrechter: Danny Makkelie (NED) |
| 27 mei Vriendschappelijk № 508 «onderlinge duels» 20:45 uur | Marcus Rashford 3' Wayne Rooney 55' |       | 75' (e.d.) Eric Dier | Stadium of Light, Sunderland Toeschouwers: 46.595 Scheidsrechter: Danny Makkelie (NED) |

|                                                   |                     |       |             |                                                                            |
| 4 juni Vriendschappelijk № 509 «onderlinge duels» | Australië           | 1 – 0 | Griekenland | ANZ Stadium, Sydney Toeschouwers: 38.682 Scheidsrechter: Jumpei Iida (JPN) |
| 4 juni Vriendschappelijk № 509 «onderlinge duels» | Mathew Leckie 90+3' |       |             | ANZ Stadium, Sydney Toeschouwers: 38.682 Scheidsrechter: Jumpei Iida (JPN) |

|                                                   |                     |       |                                         |                                                                                    |
| 7 juni Vriendschappelijk № 510 «onderlinge duels» | Australië           | 1 – 2 | Griekenland                             | Etihad Stadium, Melbourne Toeschouwers: 33.622 Scheidsrechter: Robert Madley (ENG) |
| 7 juni Vriendschappelijk № 510 «onderlinge duels» | Trent Sainsbury 58' |       | 8' Petros Mantalos 20' Giannis Maniatis | Etihad Stadium, Melbourne Toeschouwers: 33.622 Scheidsrechter: Robert Madley (ENG) |

|                                                                             |                                   |       |      |                                                                               |
| 1 september Kwalificatie WK 2018 Groep B № 511 «onderlinge duels» 20:30 uur | Australië                         | 2 – 0 | Irak | nib Stadium, Perth Toeschouwers: 18.923 Scheidsrechter: Alireza Faghani (IRN) |
| 1 september Kwalificatie WK 2018 Groep B № 511 «onderlinge duels» 20:30 uur | Massimo Luongo 58' Tomi Jurić 64' |       |      | nib Stadium, Perth Toeschouwers: 18.923 Scheidsrechter: Alireza Faghani (IRN) |

|                                                                             |        |                |           |                                                                                                |
| 6 september Kwalificatie WK 2018 Groep B № 512 «onderlinge duels» 18:30 uur | V.A.E. | 0 – 1          | Australië | Mohammed bin Zayedstadion, Abu Dhabi Toeschouwers: 40.893 Scheidsrechter: Mohamad Yaacob (MAS) |
| 6 september Kwalificatie WK 2018 Groep B № 512 «onderlinge duels» 18:30 uur |        | 75' Tim Cahill |           | Mohammed bin Zayedstadion, Abu Dhabi Toeschouwers: 40.893 Scheidsrechter: Mohamad Yaacob (MAS) |

|                                                                           |                                            |       |                                    |                                                                                               |
| 6 oktober Kwalificatie WK 2018 Groep B № 513 «onderlinge duels» 19:45 uur | Saoedi-Arabië                              | 2 – 2 | Australië                          | Koning Abdoellah Sportstad, Jeddah Toeschouwers: 51.616 Scheidsrechter: Ravshan Irmatov (UZB) |
| 6 oktober Kwalificatie WK 2018 Groep B № 513 «onderlinge duels» 19:45 uur | Taisir Al Jassim 5' Nasser Al Shamrani 79' |       | 45' Trent Sainsbury 71' Tomi Jurić | Koning Abdoellah Sportstad, Jeddah Toeschouwers: 51.616 Scheidsrechter: Ravshan Irmatov (UZB) |

|                                                                            |                         |       |                    |                                                                                      |
| 11 oktober Kwalificatie WK 2018 Groep B № 514 «onderlinge duels» 19:00 uur | Australië               | 1 – 1 | Japan              | Etihad Stadium, Melbourne Toeschouwers: 48.460 Scheidsrechter: Nawaf Shukralla (BHR) |
| 11 oktober Kwalificatie WK 2018 Groep B № 514 «onderlinge duels» 19:00 uur | Mile Jedinak 52' (pen.) |       | 5' Genki Haraguchi | Etihad Stadium, Melbourne Toeschouwers: 48.460 Scheidsrechter: Nawaf Shukralla (BHR) |

|                                                                             |                                                |       |                                                |                                                                                       |
| 15 november Kwalificatie WK 2018 Groep B № 515 «onderlinge duels» 18:00 uur | Thailand                                       | 2 – 2 | Australië                                      | Rajamangalastadion, Bangkok Toeschouwers: 36.534 Scheidsrechter: Fahad Al-Marri (QAT) |
| 15 november Kwalificatie WK 2018 Groep B № 515 «onderlinge duels» 18:00 uur | Teerasil Dangda 20' Teerasil Dangda 57' (pen.) |       | 9' (pen.) Mile Jedinak 65' (pen.) Mile Jedinak | Rajamangalastadion, Bangkok Toeschouwers: 36.534 Scheidsrechter: Fahad Al-Marri (QAT) |

### 2017
|                                                                          |                 |       |                   |                                                                                           |
| 23 maart Kwalificatie WK 2018 Groep B № 516 «onderlinge duels» 16:30 uur | Irak            | 1 – 1 | Australië         | Shahid Dastgerdistadion, Teheran Toeschouwers: 3.270 Scheidsrechter: Kim Jong-hyeok (KOR) |
| 23 maart Kwalificatie WK 2018 Groep B № 516 «onderlinge duels» 16:30 uur | Ahmed Yasin 76' |       | 39' Mathew Leckie | Shahid Dastgerdistadion, Teheran Toeschouwers: 3.270 Scheidsrechter: Kim Jong-hyeok (KOR) |

|                                                                          |                                     |       |        |                                                                                         |
| 28 maart Kwalificatie WK 2018 Groep B № 517 «onderlinge duels» 20:00 uur | Australië                           | 2 – 0 | V.A.E. | Sydney Football Stadium, Sydney Toeschouwers: 27.328 Scheidsrechter: Ahmed Al-Kaf (OMA) |
| 28 maart Kwalificatie WK 2018 Groep B № 517 «onderlinge duels» 20:00 uur | Jackson Irvine 7' Mathew Leckie 78' |       |        | Sydney Football Stadium, Sydney Toeschouwers: 27.328 Scheidsrechter: Ahmed Al-Kaf (OMA) |

|                                                                        |                                            |       |                                             |                                                                                    |
| 8 juni Kwalificatie WK 2018 Groep B № 518 «onderlinge duels» 20:30 uur | Australië                                  | 3 – 2 | Saoedi-Arabië                               | Adelaide Oval, Adelaide Toeschouwers: 29.785 Scheidsrechter: Ravshan Irmatov (UZB) |
| 8 juni Kwalificatie WK 2018 Groep B № 518 «onderlinge duels» 20:30 uur | Tomi Jurić 7' Tomi Jurić 36' Tom Rogic 64' |       | 23' Salem Al-Dawsari 45+2' Salem Al-Dawsari | Adelaide Oval, Adelaide Toeschouwers: 29.785 Scheidsrechter: Ravshan Irmatov (UZB) |

|                                                              |           |                                                              |          |                                                                                                 |
| 13 juni Vriendschappelijk № 519 «onderlinge duels» 20:00 uur | Australië | 0 – 4                                                        | Brazilië | Melbourne Cricket Ground, Melbourne Toeschouwers: 49.874 Scheidsrechter: Mark Clattenburg (ENG) |
| 13 juni Vriendschappelijk № 519 «onderlinge duels» 20:00 uur |           | 1' Diego Souza 62' Thiago Silva 75' Taison 90+3' Diego Souza |          | Melbourne Cricket Ground, Melbourne Toeschouwers: 49.874 Scheidsrechter: Mark Clattenburg (ENG) |

| FIFA Confederations Cup 2017 |
| ---------------------------- |

|                                                                                 |                              |       |                                                            |                                                                                  |
| 19 juni FIFA Confederations Cup 2017 Groep B № 520 «onderlinge duels» 18:00 uur | Australië                    | 2 – 3 | Duitsland                                                  | Olympisch stadion, Sotsji Toeschouwers: 28.605 Scheidsrechter: Mark Geiger (USA) |
| 19 juni FIFA Confederations Cup 2017 Groep B № 520 «onderlinge duels» 18:00 uur | Tom Rogić 41' Tomi Jurić 56' |       | 5' Lars Stindl 44' (pen.) Julian Draxler 48' Leon Goretzka | Olympisch stadion, Sotsji Toeschouwers: 28.605 Scheidsrechter: Mark Geiger (USA) |

|                                                                            |                                  |       |                          |                                                                                               |
| 22 juni FIFA Confederations Cup Groep B № 521 «onderlinge duels» 18:00 uur | Kameroen                         | 1 – 1 | Australië                | Nieuwe Zenitstadion, Sint-Petersburg Toeschouwers: 35.021 Scheidsrechter: Milorad Mažić (SRB) |
| 22 juni FIFA Confederations Cup Groep B № 521 «onderlinge duels» 18:00 uur | André-Frank Zambo Anguissa 45+1' |       | 60' (pen.) Mark Milligan | Nieuwe Zenitstadion, Sint-Petersburg Toeschouwers: 35.021 Scheidsrechter: Milorad Mažić (SRB) |

|                                                                            |                      |       |                  |                                                                                     |
| 25 juni FIFA Confederations Cup Groep B № 522 «onderlinge duels» 18:00 uur | Chili                | 1 – 1 | Australië        | Otkrytieje Arena, Moskou Toeschouwers: 33.639 Scheidsrechter: Gianluca Rocchi (ITA) |
| 25 juni FIFA Confederations Cup Groep B № 522 «onderlinge duels» 18:00 uur | Martín Rodríguez 67' |       | 42' James Troisi | Otkrytieje Arena, Moskou Toeschouwers: 33.639 Scheidsrechter: Gianluca Rocchi (ITA) |

|  |  |  |  |  |  |  |  |  |

|                                                                             |                                      |       |           |                                                                                    |
| 31 augustus Kwalificatie WK 2018 Groep B № 523 «onderlinge duels» 19:30 uur | Japan                                | 2 – 0 | Australië | Saitamastadion, Saitama Toeschouwers: 59.492 Scheidsrechter: Alireza Faghani (IRN) |
| 31 augustus Kwalificatie WK 2018 Groep B № 523 «onderlinge duels» 19:30 uur | Takuma Asano 41' Yosuke Ideguchi 82' |       |           | Saitamastadion, Saitama Toeschouwers: 59.492 Scheidsrechter: Alireza Faghani (IRN) |

|                                                                             |                                  |       |                  |                                                                                                  |
| 5 september Kwalificatie WK 2018 Groep B № 524 «onderlinge duels» 20:00 uur | Australië                        | 2 – 1 | Thailand         | Melbourne Rectangular Stadium, Melbourne Toeschouwers: 26.393 Scheidsrechter: Liu Kwok Man (HKG) |
| 5 september Kwalificatie WK 2018 Groep B № 524 «onderlinge duels» 20:00 uur | Tomi Jurić 69' Mathew Leckie 86' |       | 82' Pokklaw Anan | Melbourne Rectangular Stadium, Melbourne Toeschouwers: 26.393 Scheidsrechter: Liu Kwok Man (HKG) |

|                                                                             |                          |       |                  |                                                                                           |
| 5 oktober Kwalificatie WK 2018 Play-offs № 525 «onderlinge duels» 19:30 uur | Syrië                    | 1 – 1 | Australië        | Hang Jebat Stadium, Paya Rumput Toeschouwers: 2.150 Scheidsrechter: Alireza Faghani (IRI) |
| 5 oktober Kwalificatie WK 2018 Play-offs № 525 «onderlinge duels» 19:30 uur | Omar Al Somah 85' (pen.) |       | 40' Robbie Kruse | Hang Jebat Stadium, Paya Rumput Toeschouwers: 2.150 Scheidsrechter: Alireza Faghani (IRI) |

|                                                                              |                                |       |                  |                                                                                |
| 10 oktober Kwalificatie WK 2018 Play-offs № 526 «onderlinge duels» 20:00 uur | Australië                      | 2 – 1 | Syrië            | ANZ Stadium, Sydney Toeschouwers: 42.136 Scheidsrechter: Ravshan Irmatov (UZB) |
| 10 oktober Kwalificatie WK 2018 Play-offs № 526 «onderlinge duels» 20:00 uur | Tim Cahill 13' Tim Cahill 109' |       | 6' Omar Al Somah | ANZ Stadium, Sydney Toeschouwers: 42.136 Scheidsrechter: Ravshan Irmatov (UZB) |

|                                                                           |          |       |           |                                                                                            |
| 10 november Kwalificatie WK 2018 Play-offs № «onderlinge duels» 20:00 uur | Honduras | 0 – 0 | Australië | Estadio Olímpico, San Pedro Sula Toeschouwers: 38.000 Scheidsrechter: Daniele Orsato (ITA) |
| 10 november Kwalificatie WK 2018 Play-offs № «onderlinge duels» 20:00 uur |          |       |           | Estadio Olímpico, San Pedro Sula Toeschouwers: 38.000 Scheidsrechter: Daniele Orsato (ITA) |

|                                                                           |                                                                           |       |                  |                                                                              |
| 15 november Kwalificatie WK 2018 Play-offs № «onderlinge duels» 18:00 uur | Australië                                                                 | 3 – 1 | Honduras         | ANZ Stadium, Sydney Toeschouwers: 77.060 Scheidsrechter: Néstor Pitana (ARG) |
| 15 november Kwalificatie WK 2018 Play-offs № «onderlinge duels» 18:00 uur | Henry Figueroa 54' (e.d.) Mile Jedinak 72' (pen.) Mile Jedinak 85' (pen.) |       | 90' Alberth Elis | ANZ Stadium, Sydney Toeschouwers: 77.060 Scheidsrechter: Néstor Pitana (ARG) |

### 2018
|                                                                   |                                      |       |            |                                                                                |
| 23 maart Vriendschappelijk № «onderlinge duels» 17:00 uur (UTC+1) | Noorwegen                            | 4 – 1 | Australië  | Ullevaalstadion, Oslo Toeschouwers: 5.871 Scheidsrechter: Andreas Ekberg (SWE) |
| 23 maart Vriendschappelijk № «onderlinge duels» 17:00 uur (UTC+1) | Kamara 36', 57', 90' Reginiussen 48' |       | 19' Irvine | Ullevaalstadion, Oslo Toeschouwers: 5.871 Scheidsrechter: Andreas Ekberg (SWE) |

|                                                                 |          |       |           |                                                                                |
| 27 maart Vriendschappelijk № «onderlinge duels» 20:00 uur (UTC) | Colombia | 0 – 0 | Australië | Craven Cottage, Londen Toeschouwers: 18.664 Scheidsrechter: Bobby Madley (ENG) |
| 27 maart Vriendschappelijk № «onderlinge duels» 20:00 uur (UTC) |          |       |           | Craven Cottage, Londen Toeschouwers: 18.664 Scheidsrechter: Bobby Madley (ENG) |

|                                                                 |                                             |       |          |                                                                                 |
| 1 juni Vriendschappelijk № «onderlinge duels» 12:00 uur (UTC+1) | Australië                                   | 4 – 0 | Tsjechië | NV Arena, Sankt Pölten Toeschouwers: 665 Scheidsrechter: Alexander Harkam (AUT) |
| 1 juni Vriendschappelijk № «onderlinge duels» 12:00 uur (UTC+1) | Leckie 32' Nabbout 54' Leckie 72' Jugas 80' |       |          | NV Arena, Sankt Pölten Toeschouwers: 665 Scheidsrechter: Alexander Harkam (AUT) |

|                                                                 |                      |       |                             |                                                                               |
| 9 juni Vriendschappelijk № «onderlinge duels» 16:30 uur (UTC+2) | Hongarije            | 1 – 2 | Australië                   | Groupama Arena, Boedapest Toeschouwers: 4.000 Scheidsrechter: Matej Jug (SLO) |
| 9 juni Vriendschappelijk № «onderlinge duels» 16:30 uur (UTC+2) | Sainsbury 88' (e.d.) |       | 74' Arzani 90' (e.d.) Kádár | Groupama Arena, Boedapest Toeschouwers: 4.000 Scheidsrechter: Matej Jug (SLO) |

| WK 2018 |
| ------- |

|                                                                |                    |                  |                                |                                                                            |
| 16 juni WK 2018 Groep B № «onderlinge duels» 12:00 uur (UTC+3) | Australië          | 1 – 2            | Frankrijk                      | Kazan Arena, Kazan Toeschouwers: 41.279 Scheidsrechter: Andrés Cunha (URU) |
| 16 juni WK 2018 Groep B № «onderlinge duels» 12:00 uur (UTC+3) | Jedinak 62' (pen.) | wedstrijdverslag | 58' (pen.) Griezmann 81' Pogba | Kazan Arena, Kazan Toeschouwers: 41.279 Scheidsrechter: Andrés Cunha (URU) |

|                                                                |            |                  |                    |                                                                               |
| 21 juni WK 2018 Groep B № «onderlinge duels» 18:00 uur (UTC+4) | Denemarken | 1 – 1            | Australië          | Cosmos Arena, Samara Toeschouwers: 40.727 Scheidsrechter: Antonio Mateu (ESP) |
| 21 juni WK 2018 Groep B № «onderlinge duels» 18:00 uur (UTC+4) | Eriksen 7' | wedstrijdverslag | 38' (pen.) Jedinak | Cosmos Arena, Samara Toeschouwers: 40.727 Scheidsrechter: Antonio Mateu (ESP) |

|                                                                |           |                  |                           |                                                                                            |
| 26 juni WK 2018 Groep B № «onderlinge duels» 16:00 uur (UTC+3) | Australië | 0 – 2            | Peru                      | Olympisch Stadion Fisjt, Sotsji Toeschouwers: 44.073 Scheidsrechter: Sergej Karasjov (RUS) |
| 26 juni WK 2018 Groep B № «onderlinge duels» 16:00 uur (UTC+3) |           | wedstrijdverslag | 18' Carrillo 50' Guerrero | Olympisch Stadion Fisjt, Sotsji Toeschouwers: 44.073 Scheidsrechter: Sergej Karasjov (RUS) |

|  |  |  |  |  |  |  |  |  |

|                                                                     |         |                                                       |           |                                                                                             |
| 15 oktober Vriendschappelijk № «Onderlinge duels» 17:30 uur (UTC+4) | Koeweit | 0 – 4                                                 | Australië | Al Kuwait Sports Clubstadion, Koeweit Scheidsrechter: Yaqoob Said Adbullah Abdul Baki (OMN) |
| 15 oktober Vriendschappelijk № «Onderlinge duels» 17:30 uur (UTC+4) |         | 12' (e.d.) El Ebrahim 21' Giannou 82' Rogić 88' Mabil |           | Al Kuwait Sports Clubstadion, Koeweit Scheidsrechter: Yaqoob Said Adbullah Abdul Baki (OMN) |

|                                                                       |              |       |            |                                                                                  |
| 17 november Vriendschappelijk № «Onderlinge duels» 08:50 uur (UTC+10) | Australië    | 1 – 1 | Zuid-Korea | Suncorp Stadium, Brisbane Toeschouwers: 32.922 Scheidsrechter: Jumpei Iida (JPN) |
| 17 november Vriendschappelijk № «Onderlinge duels» 08:50 uur (UTC+10) | Luongo 90+4' |       | 22' Hwang  | Suncorp Stadium, Brisbane Toeschouwers: 32.922 Scheidsrechter: Jumpei Iida (JPN) |

|                                                                       |                           |       |         |                                                                           |
| 20 november Vriendschappelijk № «onderlinge duels» 08:30 uur (UTC+10) | Australië                 | 3 – 0 | Libanon | ANZ Stadium, Sydney Toeschouwers: 33.268 Scheidsrechter: Ryuji Sato (JPN) |
| 20 november Vriendschappelijk № «onderlinge duels» 08:30 uur (UTC+10) | Boyle 19', 41' Leckie 68' |       |         | ANZ Stadium, Sydney Toeschouwers: 33.268 Scheidsrechter: Ryuji Sato (JPN) |

|                                                                      |      |                                                             |           | |
| 30 december Vriendschappelijk № «onderlinge duels» 12:00 uur (UTC+4) | Oman | 0 – 5                                                       | Australië | Al-Maktoumstadion, Dubai Toeschouwers: Geen toeschouwers Scheidsrechter: Omar Mohamed Al ALi (VAE) |
| 30 december Vriendschappelijk № «onderlinge duels» 12:00 uur (UTC+4) |      | 10' Nabbout 14' Ikonomidis 25' Mabil 58' Degenek 89' Irvine |           | Al-Maktoumstadion, Dubai Toeschouwers: Geen toeschouwers Scheidsrechter: Omar Mohamed Al ALi (VAE) |

### 2019
| Aziatisch Kampioenschap 2019 |
| ---------------------------- |

|                                                                                  |           |            |          |                                                                                        |
| 6 januari Aziatisch Kampioenschap Groep B № «onderlinge duels» 11:00 uur (UTC+4) | Australië | 0 – 1      | Jordanië | Hazza Bin Zayed Stadion, Al Ain Toeschouwers: 4.934 Scheidsrechter: Ahmed Al-Kaf (OMN) |
| 6 januari Aziatisch Kampioenschap Groep B № «onderlinge duels» 11:00 uur (UTC+4) |           | 26' Yansen |          | Hazza Bin Zayed Stadion, Al Ain Toeschouwers: 4.934 Scheidsrechter: Ahmed Al-Kaf (OMN) |

|                                                                                   |           |                                    |           |                                                                                       |
| 11 januari Aziatisch Kampioenschap Groep B № «onderlinge duels» 11:00 uur (UTC+4) | Palestina | 0 – 3                              | Australië | Al-Rashidstadion, Dubai Toeschouwers: 11.915 Scheidsrechter: Valentin Kovalenko (UZB) |
| 11 januari Aziatisch Kampioenschap Groep B № «onderlinge duels» 11:00 uur (UTC+4) |           | 18' Maclaren 20' Mabil 90' Giannou |           | Al-Rashidstadion, Dubai Toeschouwers: 11.915 Scheidsrechter: Valentin Kovalenko (UZB) |

|                                                                                   |                                      |       |                          | |
| 15 januari Aziatisch Kampioenschap Groep B № «onderlinge duels» 13:30 uur (UTC+4) | Australië                            | 3 – 2 | Syrië                    | Sheikh Kalifa Internationaal Stadion, Al Ain Toeschouwers: 10.492 Scheidsrechter: César Arturo Ramos (MEX) |
| 15 januari Aziatisch Kampioenschap Groep B № «onderlinge duels» 13:30 uur (UTC+4) | Mabil 41' Ikonomidis 54' Rogić 90+3' |       | 43' Kharbin 80' Al Somah | Sheikh Kalifa Internationaal Stadion, Al Ain Toeschouwers: 10.492 Scheidsrechter: César Arturo Ramos (MEX) |

|                                                                                      |                               |       |                                        | |
| 21 januari Aziatisch Kampioenschap 1/8 finale № «onderlinge duels» 14:00 uur (UTC+4) | Australië                     | 0 – 0 | Oezbekistan                            | Sheikh Kalifa Internationaal Stadion, Al Ain Toeschouwers: 6.809 Scheidsrechter: Abdulrahman Al-Jassim (QAT) |
| 21 januari Aziatisch Kampioenschap 1/8 finale № «onderlinge duels» 14:00 uur (UTC+4) |                               |       |                                        | Sheikh Kalifa Internationaal Stadion, Al Ain Toeschouwers: 6.809 Scheidsrechter: Abdulrahman Al-Jassim (QAT) |
| 21 januari Aziatisch Kampioenschap 1/8 finale № «onderlinge duels» 14:00 uur (UTC+4) | Strafschoppen                 |       |                                        | Sheikh Kalifa Internationaal Stadion, Al Ain Toeschouwers: 6.809 Scheidsrechter: Abdulrahman Al-Jassim (QAT) |
| 21 januari Aziatisch Kampioenschap 1/8 finale № «onderlinge duels» 14:00 uur (UTC+4) | Milligan Behich Kruse Giannou | 4 – 2 | Shukurov Tukhtakhujaev Alibaev Bikmaev | Sheikh Kalifa Internationaal Stadion, Al Ain Toeschouwers: 6.809 Scheidsrechter: Abdulrahman Al-Jassim (QAT) |

|                                                                                       |                              |       |           |                                                                                       |
| 25 januari Aziatisch Kampioenschap Kwartfinale № «onderlinge duels» 16:00 uur (UTC+4) | Verenigde Arabische Emiraten | 1 – 0 | Australië | Hazza Bin Zayed Stadion, Al Ain Toeschouwers: 25.053 Scheidsrechter: Ryuji Sato (JPN) |
| 25 januari Aziatisch Kampioenschap Kwartfinale № «onderlinge duels» 16:00 uur (UTC+4) | Mabkhout 68'                 |       |           | Hazza Bin Zayed Stadion, Al Ain Toeschouwers: 25.053 Scheidsrechter: Ryuji Sato (JPN) |

|  |  |  |  |  |  |  |  |  |

|                                                                 |            |       |           |                                                                                       |
| 7 juni Vriendschappelijk № «onderlinge duels» 12:00 uur (UTC+9) | Zuid-Korea | 1 – 0 | Australië | Busan Asiad Mainstadion, Busan Toeschouwers: 52.213 Scheidsrechter: Minoru Tōjō (JPN) |
| 7 juni Vriendschappelijk № «onderlinge duels» 12:00 uur (UTC+9) | Hwang 76'  |       |           | Busan Asiad Mainstadion, Busan Toeschouwers: 52.213 Scheidsrechter: Minoru Tōjō (JPN) |

|                                                                          |         |                         |           |                                                                                                |
| 10 september Kwalificatie WK 2022 № «onderlinge duels» 16:30 uur (UTC+3) | Koeweit | 0 – 3                   | Australië | Al Kuwait Sports Clubstadion, Koeweit Toeschouwers: 11.852 Scheidsrechter: Muhammad Taqi (SGP) |
| 10 september Kwalificatie WK 2022 № «onderlinge duels» 16:30 uur (UTC+3) |         | 7', 30' Leckie 38' Mooy |           | Al Kuwait Sports Clubstadion, Koeweit Toeschouwers: 11.852 Scheidsrechter: Muhammad Taqi (SGP) |

|                                                                         |                                                        |       |       |                                                                                       |
| 10 oktober Kwalificatie WK 2022 № «onderlinge duels» 10:00 uur (UTC+10) | Australië                                              | 5 – 0 | Nepal | Canberra Stadium, Canberra Toeschouwers: 15.563 Scheidsrechter: Thoriq Alkatiri (IDN) |
| 10 oktober Kwalificatie WK 2022 № «onderlinge duels» 10:00 uur (UTC+10) | Maclaren 6', 19', 90' Souttar 23' Rajbanshi 59' (e.d.) |       |       | Canberra Stadium, Canberra Toeschouwers: 15.563 Scheidsrechter: Thoriq Alkatiri (IDN) |

|                                                                        |                 |       |                                                                |                                                                                           |
| 15 oktober Kwalificatie WK 2022 № «onderlinge duels» 12:40 uur (UTC+8) | Chinees Taipei  | 1 – 7 | Australië                                                      | National Stadium, Kaohsiung Toeschouwers: 3.251 Scheidsrechter: Mongkolchai Pechsri (THA) |
| 15 oktober Kwalificatie WK 2022 № «onderlinge duels» 12:40 uur (UTC+8) | Yi-wei Chen 21' |       | 12', 19' Taggart 34', 36' Irvine 73', 88' Souttar 84' Maclaren | National Stadium, Kaohsiung Toeschouwers: 3.251 Scheidsrechter: Mongkolchai Pechsri (THA) |

|                                                                         |          |             |           |                                                                                      |
| 14 november Kwalificatie WK 2022 № «onderlinge duels» 16:00 uur (UTC+3) | Jordanië | 0 – 1       | Australië | Amman International Stadium, Amman Toeschouwers: 9.712 Scheidsrechter: Ming Fu (CHN) |
| 14 november Kwalificatie WK 2022 № «onderlinge duels» 16:00 uur (UTC+3) |          | 13' Taggart |           | Amman International Stadium, Amman Toeschouwers: 9.712 Scheidsrechter: Ming Fu (CHN) |

FFA · A-internationals · Selecties · Bondscoaches · Australisch vrouwenelftal · Australië U21 · Australië U20 · Australië U19 · Australië U18 · Australië U17
1920 – 1929 · 
1930 – 1939 · 
1940 – 1949 · 
1950 – 1959 · 
1960 – 1969 · 
1970 – 1979 · 
1980 – 1989 · 
1990 – 1999 · 
2000 – 2009 · 
2010 – 2019 ·
2020 − 2029
WK 1974 ·
WK 2006 ·
WK 2010 · 
WK 2014 · 
WK 2018
OS 1956 · 
OS 1988 · 
OS 1992 · 
OS 1996 · 
OS 2000 · 
OS 2004 · 
OS 2008 · 
OS 2020
1922 ·
1923 · 
1924 · 
1925–1932 ·
1933 ·
1934–1935 ·
1936 ·
1937 ·
1938 ·
1939–1946 ·
1947 · 
1948 · 
1949 ·
1950 · 
1951–1953 ·
1954 · 
1955 · 
1956 · 
1957 ·
1958 · 
1959–1964 · 
1965 · 
1966 ·
1967 ·
1968 ·
1969 · 
1970 · 
1971 ·
1972 · 
1973 · 
1974 · 
1975 · 
1976 · 
1977 · 
1978 · 
1979 · 
1980 · 
1981 · 
1982 · 
1983 · 
1984 · 
1985 · 
1986 · 
1987 · 
1988 · 
1989 · 
1990 · 
1991 · 
1992 · 
1993 · 
1994 · 
1995 · 
1996 · 
1997 · 
1998 · 
1999 · 
2000 · 
2001 · 
2002 · 
2003 · 
2004 · 
2005 · 
2006 · 
2007 · 
2008 · 
2009 · 
2010 · 
2011 · 
2012 · 
2013 ·
2014 · 
2015 · 
2016 ·
2017 ·
2018 ·
2019 ·
2020 ·
2021
Amerikaans-Samoa ·
Argentinië ·
Bahrein ·
Bangladesh ·
België ·
Brazilië ·
Bulgarije ·
Cambodja ·
Canada ·
Chili ·
China ·
Colombia ·
Cookeilanden ·
Costa Rica ·
DDR ·
Denemarken ·
Duitsland ·
Ecuador ·
Egypte ·
Engeland ·
Fiji ·
Filipijnen ·
Frankrijk ·
Ghana ·
Griekenland ·
Guam ·
Honduras ·
Hongarije ·
Hongkong ·
Ierland ·
India ·
Indonesië ·
Irak ·
Iran ·
Israël ·
Italië ·
Jamaica ·
Japan ·
Jordanië ·
Kameroen ·
Kenia ·
Kirgizië ·
Koeweit ·
Kroatië ·
Libanon ·
Liechtenstein ·
Maleisië ·
Marokko ·
Mexico ·
Nederland ·
Nepal ·
Nieuw-Caledonië ·
Nieuw-Zeeland ·
Nigeria ·
Noord-Ierland ·
Noord-Korea ·
Noord-Macedonië ·
Noorwegen ·
Oezbekistan ·
Oman ·
Palestina ·
Papoea-Nieuw-Guinea ·
Paraguay ·
Peru ·
Polen ·
Qatar ·
Roemenië ·
Salomonseilanden ·
Samoa ·
Saoedi-Arabië ·
Schotland ·
Servië ·
Singapore ·
Slovenië ·
Slowakije ·
Spanje ·
Syrië ·
Tadzjikistan ·
Tahiti ·
Taiwan ·
Thailand ·
Tonga ·
Tsjechië ·
Tsjecho-Slowakije ·
Tunesië ·
Turkije ·
Uruguay ·
Vanuatu ·
Venezuela ·
Verenigde Arabische Emiraten ·
Verenigde Staten ·
Vietnam ·
Wales ·
Zimbabwe ·
Zuid-Afrika ·
Zuid-Korea ·
Zuid-Vietnam ·
Zweden ·
Zwitserland
Amerikaans-Samoa (2001) · 
Argentinië (2022) ·
Brazilië (1997) · 
Brazilië (2006) · 
Chili (2014) · 
Denemarken (2018) · 
Denemarken (2022) · 
Duitsland (2010) · 
Frankrijk (2018) · 
Italië (2006) · 
Japan (2006) · 
Kroatië (2006) · 
Nederland (2014) · 
Peru (2018) · 
Spanje (2014) · 
Zuid-Korea (2015, 2)
AFC-zone: Afghanistan · Australië · Bahrein · Bangladesh · Bhutan · Brunei · Cambodja · China · Chinees Taipei · Filipijnen · Guam · Hongkong · India · Indonesië · Iran · Irak · Japan · Jemen · Jordanië · Koeweit · Kirgizië · Laos · Libanon · Macau · Maleisië · Maldiven · Mongolië · Myanmar · Nepal · Noord-Korea · Oezbekistan · Oman · Oost-Timor · Pakistan · Palestina · Qatar · Saoedi-Arabië · Singapore · Sri Lanka · Syrië · Tadjikistan · Thailand · Turkmenistan · Verenigde Arabische Emiraten · Vietnam · Zuid-Korea

CAF-zone: Algerije · Angola · Benin · Botswana · Burkina Faso · Burundi · Centraal-Afrikaanse Republiek · Comoren · Congo-Brazzaville · Congo-Kinshasa · Djibouti · Egypte · Equatoriaal-Guinea · Eritrea · Ethiopië · Gabon · Gambia · Ghana · Guinee · Guinee-Bissau · Ivoorkust · Kaapverdië · Kameroen · Kenia · Lesotho · Liberia · Libië · Madagaskar · Malawi · Mali · Mauritanië · Mauritius · Marokko · Mozambique · Namibië · Niger · Nigeria · Oeganda · Rwanda · Sao Tomé en Principe · Senegal · Seychellen · Sierra Leone · Soedan · Somalië · Swaziland · Tanzania · Togo · Tsjaad · Tunesië · Zambia · Zimbabwe · Zuid-Afrika · Zuid-Soedan 

CONCACAF-zone: Amerikaanse Maagdeneilanden · Anguilla · Antigua en Barbuda · Aruba · Bahama's · Barbados · Belize · Bermuda · Britse Maagdeneilanden · Canada · Kaaimaneilanden · Costa Rica · Cuba · Curaçao · Dominica · Dominicaanse Republiek · El Salvador · Frans Guyana · Grenada · Guadeloupe · Guatemala · Guyana · Haïti · Honduras · Jamaica · Martinique · Mexico · Montserrat · 
Nicaragua · Panama · Puerto Rico · Saint Kitts en Nevis · Saint Lucia · Saint Vincent en de Grenadines · Sint Maarten · Suriname · Trinidad en Tobago · Turks- en Caicoseilanden · Verenigde Staten

CONMEBOL-zone: Argentinië · Bolivia · Brazilië · Chili · Colombia · Ecuador · Paraguay · Peru · Uruguay · Venezuela

OFC-zone: Amerikaans-Samoa · Cookeilanden · Fiji · Nieuw-Caledonië · Nieuw-Zeeland · Papoea-Nieuw-Guinea · Samoa · Salomoneilanden · Tahiti · Tonga · Vanuatu

UEFA-zone: Albanië · Andorra · Armenië · Azerbeidzjan · België · Bosnië en Herzegovina · Bulgarije · Cyprus · Denemarken · Duitsland · Engeland · Estland · Faeröer · Finland · Frankrijk · Georgië · Gibraltar · Griekenland · Hongarije · IJsland · Ierland · Israël · Italië · Kazachstan · Kosovo · Kroatië · Letland · Liechtenstein · Litouwen · Luxemburg · Macedonië · Malta · Moldavië · Montenegro · Nederland · Noord-Ierland · Noorwegen · Oekraïne · Oostenrijk · Polen · Portugal · Roemenië · Rusland · San Marino · Schotland · Servië · Slovenië · Slowakije · Spanje · Tsjechië · Turkije · Wales · Wit-Rusland · Zweden · Zwitserland